# Estienne

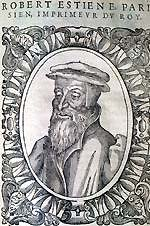
Robert Estienne

Estienne eller Étienne, latiniserat Stephanus, var en fransk boktryckarsläkt, berömd för sina humanistiska strävanden. Släkten var adlig och härstammade från Provence.

## Personer i släkten
Henri Estienne,  Henricus Stephanus, född omkring  1460, död 1520, ankom till Paris 1501 och grundade där ett boktryckeri på kullen Sainte Geneviève.
Robert Estienne, Robertus Stephanus, den förres son, född 1503 i Paris, död 1559 i Genève, utgav 1523, tillsammans med sin styvfader Simon de Colines, en latinsk upplaga av nya testamentet vilken ådrog honom stridigheter med Sorbonnes teologiska fakultet. År 1526 blev han ensam ledare av sin faders tryckeri och antog olivträdet som boktryckarmärke.  Från denna officin utgick en mängd ytterst betydande arbeten, såsom Estiennes eget stora lexikaliska verk Thesaurus linguae latinae (1532, inte att förväxla med 1900-talsverket med samma namn), vidare utarbetat i senare editioner (den sista utgiven 1740), och en under namnet O mirificam bekant edition av nya testamentet (1546), ett mästerstycke av typografisk konst, tryckt med av Garamond särskilt förfärdigade typer, ävensom förträffliga, med företal och noter av honom själv försedda upplagor av romerska och grekiska författare. Robert Estienne var den förste, som till sina arbeten fogade uppgifter på tryckfel och utfäste belöningar för upptäckandet av nya. Genom den 1546 utkomna upplagan av nya testamentet råkade han emellertid på nytt i strid med teologiska fakulteten, och då hans anslutning till reformerta läran var allmänt bekant, kunde han endast genom Frans I:s kraftiga beskydd fortsätta sin verksamhet. Hans hus var under denna tid en samlingsplats för Paris' lärde. Själv ägde Estienne omfattande kunskaper, och latinet var t. o. m. familjens vardagsspråk. Sedan kung Frans, som 1539 utnämnt honom till kunglig boktryckare, avlidit, måste Estienne dock lämna sin fädernestad och begav sig 1551 till Genève. Estienne utgav 382 arbeten, därav 11 upplagor av bibeln i sin helhet och 12 av N. T.
Henri Estienne, Henricus Stephanus, även kallad Henri II, den förres son, född 1528 i Paris, död 1598 i Lyon, erhöll en klassisk uppfostran, och begav sig 1547 till Italien, där han i biblioteken gjorde kopior av värdefulla manuskript. År 1551 återvände han till sin fader i Genève och öppnade 1557 ett eget tryckeri, för vars underhåll han erhöll hjälp av bankiren Ulrich Fugger i Augsburg. Från denna press utsände Estienne bl. a. flera dittills icke tryckta klassiska författare, en av honom själv skriven Apologie pour Hérodote (1566), vilken nådde 12 upplagor, och det även till största delen av honom utarbetade stora verket Thesaurus linguae graecae (1572; 3:e uppl. av Didot 1831-65), som genom sin omfattning berättigar Estienne till en hög rang bland den grekiska litteraturens kännare. Hans förkärlek för antiken hindrade honom dock ej från att även uppskatta sitt modersmål, vilket bevisas i synnerhet av hans Dialogues du nouveau françois italianizé (1578). Ur typografisk synpunkt utmärka sig särskilt hans editioner av Poetae graeci principes (1566), Plutarch (1572) och Plato (1573). Med anledning av vissa av sina arbeten blev Estienne emellertid antastad av konsistoriet i Genève och tillbragte därför de senare åren av sitt liv på resor i Frankrike, Italien och Tyskland, därvid sökande att genom försäljning av sina alster förbättra en av stora typografiska företag förstörd ekonomi.
Henris son Paul (född 1566, död omkring 1627) och sonson Antoine (född 1592, död 1674, utfattig och blind) fortsatte släktens berömda verksamhet. Namnet dog ut vid mitten av 1700-talet.